# Babín
Babín (Hongaars: Babin) is een Slowaakse gemeente in de regio Žilina, en maakt deel uit van het district Námestovo.
Babín telt 1.417 inwoners.